# Saprosites monteverdeae
Saprosites monteverdeae är en skalbaggsart som beskrevs av Zdzisława Stebnicka 2001. Saprosites monteverdeae ingår i släktet Saprosites och familjen Aphodiidae. Inga underarter finns listade i Catalogue of Life.